# Adina Cordescu
Adina Ionescu (născută Adina Olmazu n. 18 septembrie 1891, Buzău, România – d. 1975, București, România) a fost o doamnă de onoare a Reginei Maria.
Provenea dintr-o mică familie de boieri buzoieni înrudiți cu Constantin Sărățeanu. A fost căsătorită cu Dumitru Cordescu de care a divorțat în 1919. Idila cu Take Ionescu s-a înfiripat la sfârșitul lui 1916, presa vremii spunând că s-au căsătorit în 1918, după moartea primei soțiii a lui Ionescu, Elisabeth (Bessie) Richards. În anul 1922 îl însoțește pe Take Ionescu în Italia, acolo unde acesta își va găsi sfârșitul. În 1928, la șase ani de la moartea lui Take Ionescu, se recăsăsătorește cu principele polonez Jean Korybut Woroniecki.
A fost înmormântată în mausoleul lui Take Ionescu din Sinaia.